# 名取市立増田西小学校
名取市立増田西小学校（なとりしりつ ますだにししょうがっこう）は宮城県名取市にある公立小学校である。

## 沿革[1]
- 1974年(昭和49年) 7月- 開校､新校舎移転､入校式
- 1975年(昭和50年) 3月- 第２期工事・第３期工事完成
- 1977年(昭和52年) 2月- 屋内運動場竣工
- 1977年(昭和52年) 8月- 水泳プール竣工
- 1979年(昭和54年)11月- 開校５周年記念事業・式典
- 1981年(昭和56年) 3月- 第５期工事完成
- 1982年(昭和57年)11月- 学校環境緑化コンクール努力賞
- 1983年(昭和58年)10月- 宮城県教育委員会研究指定の学習指導公開研究 発表会(国語・体育)
- 1984年(昭和59年) 2月- 第６期工事完成
- 1984年(昭和59年)10月- 開校10周年記念式典
- 1987年(昭和62年)10月- 全国学校体育研究大会研究公開
- 1993年(平成 5年)12月- 日本標準賞作文・詩部門学校賞受賞
- 1994年(平成 6年)11月- 開校20周年記念式典
- 1997年(平成 9年) 4月- 特殊教育に関する調査研究協力校
- 2000年(平成12年)11月- 宮城県優良PTA表彰
- 2002年(平成14年) 5月- 地域ぐるみの学校安全推進モデル事業(文部科学省)委嘱
- 2005年(平成17年)11月- 学校安全推進校として､文部科学大臣より表彰される｡
- 2008年(平成20年) 3月- 耐震・大規模改修工事完了
- 2008年(平成20年) 4月- 食育推進モデル校事業(宮城県)委託
- 2010年(平成22年) 3月- 地デジ対応テレビ設置
- 2010年(平成22年) 4月- 学力向上サポートプログラム支援指定校
- 2011年(平成23年) 3月- 東日本大震災により校舎･体育館が避難所となる｡
- 2012年(平成24年) 7月- 震災によりプレハブ倉庫撤去
- 2013年(平成25年) 4月- 北校舎新築工事開始
- 2014年(平成26年) 4月- 学力向上サポートプログラム支援指定校
- 2014年(平成26年) 7月- 北校舎新築工事完成､新校舎移転､旧校舎解体工事開始
- 2014年(平成26年)10月- 旧校舎解体工事終了､北側外構工事､駐車場整備開始
- 2015年(平成27年) 2月- 北側外構工事､駐車場整備完了
- 2016年(平成28年) 3月- 太陽光発電設置工事終了
- 2016年(平成28年)11月- 宮城県優良PTA表彰受賞
- 2017年(平成29年) 2月- 体育館放送設備改修完了
- 2017年(平成29年) 8月- 校庭放送新規設備使用開始
- 2019年(平成31年) 2月- 学校ホームページの一新
- 2019年(平成31年) 3月- エアコン電気設備工事開始

## 学区[2]
- 田高の一部
- 手倉田
- 大手町
- 箱塚の一部
- 小山
- 飯野坂四丁目
- 愛島塩手の一部
- 高舘吉田の一部